# 브로나 워
브로나 워(Bronagh Waugh, 1982년 10월 6일 ~ )는 북아일랜드의 배우이다.

## 출연 작품
- 스틸 컨트리 (2018)
- 크리스마스의 기적 (2015)
- 더 폴 (2013)